# Jacob Olesen
Pour les articles homonymes, voir Olesen.
Jacob Olesen est un footballeur danois né le 1er février 1981 à Haderslev.

## Biographie
Jacob Olesen est surtout connu pour avoir subi l'une des plus grosses blessures qui soit arrivée à un footballeur. Le site Oddee.com le citant parmi les 12 plus grosses blessures de tous les temps, en compagnie de joueurs comme Djibril Cissé, Eduardo da Silva, Kieron Dyer, Luc Nilis ou encore Francesco Totti.
En 2006, il subit une lourde fracture de la cheville contre l'AC Horsens alors qu'il venait tout juste d'être transféré au Viborg FF. S'il retrouve les terrains au bout de six mois, il n'a plus le même niveau footballistique et raccroche même les crampons en 2008 à seulement 27 ans.

## Palmarès
SønderjyskE
- Champion de Division 2 danoise (1) : 2005